# Dave Mac
Pour les articles homonymes, voir Mac.
 (avril 2022).
La mise en forme du texte ne suit pas les recommandations de Wikipédia : il faut le « wikifier ».
Les points d'amélioration suivants sont les cas les plus fréquents. Le détail des points à revoir est peut-être précisé sur la page de discussion.
- Les titres sont pré-formatés par le logiciel. Ils ne sont ni en capitales, ni en gras.
- Le texte ne doit pas être écrit en capitales (les noms de famille non plus), ni en gras, ni en italique, ni en « petit »…
- Le gras n'est utilisé que pour surligner le titre de l'article dans l'introduction, une seule fois.
- L'italique est rarement utilisé : mots en langue étrangère, titres d'œuvres, noms de bateaux, etc.
- Les citations ne sont pas en italique mais en corps de texte normal. Elles sont entourées par des guillemets français : « et ».
- Les listes à puces sont à éviter, des paragraphes rédigés étant largement préférés. Les tableaux sont à réserver à la présentation de données structurées (résultats, etc.).
- Les appels de note de bas de page (petits chiffres en exposant, introduits par l'outil «  Source ») sont à placer entre la fin de phrase et le point final[comme ça].
- Les liens internes (vers d'autres articles de Wikipédia) sont à choisir avec parcimonie. Créez des liens vers des articles approfondissant le sujet. Les termes génériques sans rapport avec le sujet sont à éviter, ainsi que les répétitions de liens vers un même terme.
- Les liens externes sont à placer uniquement dans une section « Liens externes », à la fin de l'article. Ces liens sont à choisir avec parcimonie suivant les règles définies. Si un lien sert de source à l'article, son insertion dans le texte est à faire par les notes de bas de page.
- La présentation des références doit suivre les conventions bibliographiques. Il est recommandé d'utiliser les modèles {{Ouvrage}}, {{Chapitre}}, {{Article}}, {{Lien web}} et/ou {{Bibliographie}}. Le mode d'édition visuel peut mettre en forme automatiquement les références.
- Insérer une infobox (cadre d'informations à droite) n'est pas obligatoire pour parachever la mise en page.

Pour une aide détaillée, merci de consulter Aide:Wikification.
Si vous pensez que ces points ont été résolus, vous pouvez retirer ce bandeau et améliorer la mise en forme d'un autre article.
David John McIntyre (né le 18 septembre 1989), plus connu sous son nom de scène Dave Mac (stylisé en DAVE MAC), est un acteur et musicien canadien originaire de Port Perry, Ontario, Canada.
Son album Turn My Back présente des collaborations avec des artistes hip-hop canadiens bien connus tels que Madchild, Swollen Members, Choclair, The Deans List et Dilated Peoples. McIntyre a également joué aux côtés d'artistes hip-hop notables tels que Machine Gun Kelly, Thrust, Sean Brown et Slaine,.

## Premières années
Né David John McIntyre, Dave Mac est le fils de Deborah McIntyre et de Joseph McIntyre, qui était le chanteur du groupe de rock canadien des années 1970 Yesteryear.
McIntyre a grandi à Port Perry, en Ontario, où il a commencé à rapper à l'âge de 15 ans. Il a enregistré sa propre musique avec la vieille interface d'enregistrement de son père.
McIntyre a fréquenté le Loyalist College de Belleville, en Ontario, et le Durham College d'Oshawa, en Ontario. Après l'obtention de son diplôme, son père a été tué dans un accident de moto impliquant un conducteur ivre, ce qui l'a inspiré à écrire de nombreuses chansons de motivation.

## Carrière
En plus de rapper, McIntyre est également producteur, auteur-compositeur et graphiste,, Il est affilié à Peter Jackson et 90 Nickel Entertainment, une société basée à Oshawa, Ontario, Canada.
En 2016, il a sorti son deuxième E.P. "Trouble",,, un album de dix titres avec sept visuels. La récente traction de son hommage à Ed the Sock, a incité HMV Canada à effectuer une vente exclusive de week-end de Dave Mac's Trouble,. L'album Trouble a été écrit à la suite des expériences personnelles de Dave et des difficultés réelles de l'amour éternel et des ruptures tragiques. L'album Trouble a également reçu des éloges de l'industrie de la part de l'icône du hip-hop canadien Moka Only. Le single de l'album met en vedette un artiste de Détroit appelé Roze.
McIntyre a également travaillé pour le syndicat Buc (Buc Union) à Newmarket, en Ontario,,,,,,,.
The Update est son troisième album, sorti en 2017. Il s'agit d'un album de treize titres qui comporte des participations d'invités tels que Mark Battles Hendersin, ainsi que Roze et Dubby.
En novembre 2017, il a été présenté sur la couverture du magazine Boss Code. En février 2018, Dave Mac a été présenté sur la couverture de Focus On Scugog, un magazine basé dans le canton de Scugog.
En septembre 2019, Dave Mac a accordé une interview à Respect Magazine En 2019, il a également sorti l'album de 14 titres Anything.

## Discographie

### Albums
- Turn My Back (2015)
- Trouble (2016)
- The Update (2017)
- Anything (2019)
- Leader (2019)[30]
- Bad Boy (2020)[31]
- You Don’t Know Me (2021)[32]
- Energy (2021)[33]
- Impressions (2022)[34]

### Singles
- People Say (2013)
- Love Or Money (2013)
- Fire featuring Madchild, Choclair et Thrust (2014)
- Last (2014)
- Sins (2014)
- Dreams ft. PG (2014)
- Power of Music NBM (2014)
- Live it Up ft. JoKen (2014)
- If I Could (2015)
- Realness (2015)
- Rookie ft. Hi Rez (2015)
- Medic ft. RoZe (2015)
- My Day Dream ft. RoZe (2015)
- Fans (2015)
- Changes (2015)
- So Long ft. Abstract et Cam Meekins (2015)
- They Say ft. Abstract et Dubby
- Facts ft. Sean Brown (2015)
- Turn My back (2015)
- Forgive (2015)
- Bop (2015)
- Shots ft. Tray Jack (2015)
- Trouble ft. Roze (2016)
- Remember (2016)
- Reason Why (2016)
- Faded ft. Kimani (2016)
- Love me (2016)
- Jumpstart (2016)
- Come Up (2016)
- Work ft. Maurice Weeks (2016)
- Aftershock Prod by Clutch (2016)
- Can't Go Wrong ft. Roze (2017)
- Echo ft. Roze & Mark Battles (2017)
- What I Like ft. Roze & Dubby (2017)
- Grow Up ft. Hendersin (2017)

### Vidéographie
- People Say (2013)
- Medic ft. RoZe (2015)
- Facts ft. Sean Brown (2015)
- Turn My back (2015)
- Trouble ft. RoZe (2016)
- Faded ft. Kimani (2016)
- Aftershock (2016)